# Distrito de Yauyos (Jauja)

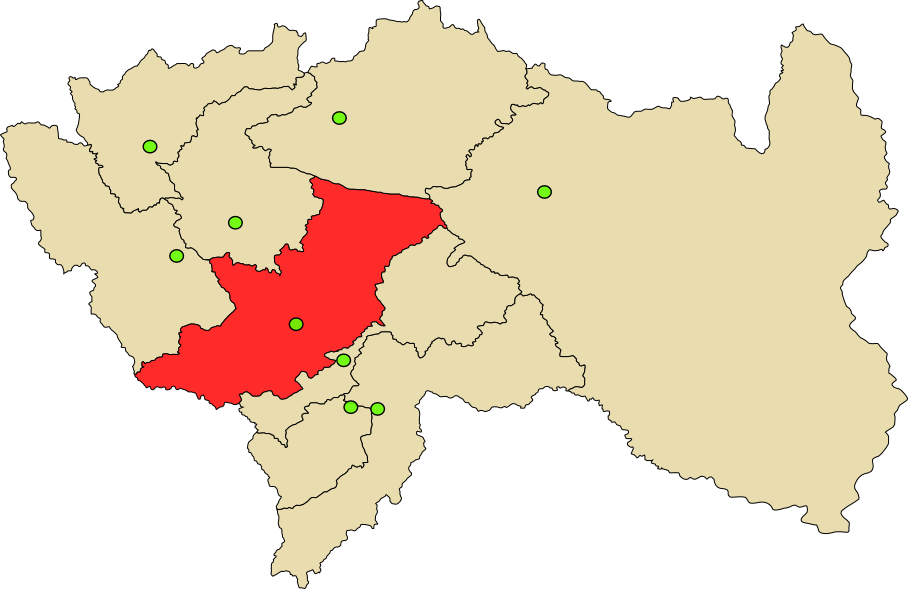
Provincia de Jauja en el Departamento de Junín

El Distrito de Yauyos es uno de los treinta y cuatro distritos de la provincia de Jauja, ubicada en el Departamento de Junín, bajo la administración del Gobierno Regional de Junín, Perú. Limita por el norte con los distritos de Jauja, Acolla y Marco; por el sur con el Distrito de Parco y el río Mantaro; por el este con los distritos de Parco y Marco; y, por el oeste con los distritos de Jauja, Sausa y el río Mantaro.
Dentro de la división eclesiástica de la Iglesia Católica del Perú, pertenece a la Vicaría IV de la arquidiócesis de Huancayo

## Historia
Fue creado el 25 de enero de 1965 por Ley n.º 15412, en el primer periodo del Presidente de la República Fernando Belaúnde Terry.

## Geografía
El distrito de Yauyos se halla ubicado en el centro de la provincia de Jauja, tiene una superficie de 20,54 kilómetros cuadrados.
El distrito de Yauyos y el distrito de Jauja son divididos por el río temporal río Tajamar.

## Población
Yauyos cuenta con una población 10 397 habitantes según el censo nacional del 2002.

## Hitos urbanos
En la actualidad Yauyos cuenta con una zona el cual había pertenecido al distrito de Jauja, hoy denominada "La Antigua".
Dentro de esta zona se construyó una de las capillas más antiguas de origen mestizo, en honor a sus santos patronos San Sebastián, San Fabián y San Lucas. Esta capilla se ubica en la plaza Jerga Kumo (Antigua plaza 20 de enero) donde se realizaba la tradicional Fiesta del 20 de enero. La plaza 20 de Enero fue ejecutada dentro de la gestión del alcalde César Magno Rojas Peralta (nombrado por el gobierno militar) convirtiéndose en su obra emblemática. 
Al este de esta parte del distrito se encuentra un sendero  que llega a la parte alta del cerro Huancas donde se encuentra una cruz gigantesca con el mismo nombre. Asimismo cuenta con otra zona denominada "La Moderna" dónde se ubica la municipalidad del distrito, la nueva parroquia Santo Toribio de Mogrovejo y la nueva Plaza 20 de enero.

## Restos arqueológicos
- Shushunya.-  Construcción  preinca, que  en parte fue destruida durante la conquista  Inca (Dirigida por el Inca Pachacutec) La parte que quedó intacta  fue modificada  para ser convertida en silos donde se guardaba la cosecha y este alimento era posteriormente repartido en el Tahuantisuyo.

- Huancas.-Construcción Inca, este lugar fue poblado por los sobrevivientes de shushunya y  cusqueños, según los historiadores tuvo una población aproximada de  900 a 1 600 habitantes. Con la llegada de los españoles  este poblado fue destruido y sus habitantes fueron  trasladados a Yauyos Wasi,  un poblado menor inca  cuya plaza estaba  ubicada  donde se encontrara  el coliseo taurino "Talavera de la Reyna" (destruido en la actualidad).

## Autoridades

### Municipales
El actual alcalde, elegido en 2022, es el señor Edgar Edwin Guillen Huamán de Renovación Popular.

### Policiales
- Comisaría de Jauja
  - Comisario: Cmdte. PNP. Edson Hernán Cerrón Lazo.[2]

### Religiosas
- Arquidiócesis de Huancayo[3]
  - Arzobispo de Huancayo: Mons. Pedro Barreto Jimeno, SJ.
  - Vicario episcopal: Pbro. Hermann Josef Wendling SS.CC.
- Parroquia Santo Toribio de Mogrovejo[4]
  - Párroco: Pbro. Wilner Coral Gutiérrez.